# Udara dilectina
Udara dilectina är en fjärilsart som beskrevs av Hans Fruhstorfer 1916. Udara dilectina ingår i släktet Udara och familjen juvelvingar. Inga underarter finns listade i Catalogue of Life.